# Temporada do Campeonato Mundial de Superbike de 2010
A Temporada de SBK de 2010 será a 23º deste mundial promovido pela FIM.

## Calendário e resultados das corridas
| Etapas | Etapas | Local          | Circuito                           | Data            | Superpole     | Volta mais rápida | Piloto vencedor | Equipe vencedora         | Info   |
| ------ | ------ | -------------- | ---------------------------------- | --------------- | ------------- | ----------------- | --------------- | ------------------------ | ------ |
| 1      | R1     | Austrália      | Phillip Island Grand Prix Circuit  | 28 de Fevereiro | Leon Haslam   | Leon Haslam       | Leon Haslam     | Team Suzuki Alstare      | Report |
| 1      | R2     | Austrália      | Phillip Island Grand Prix Circuit  | 28 de Fevereiro | Leon Haslam   | Sylvain Guintoli  | Carlos Checa    | Althea Racing            | Report |
| 2      | R1     | Portugal       | Autódromo Internacional do Algarve | 28 de Março     | Cal Crutchlow | Max Biaggi        | Max Biaggi      | Aprilia Alitalia Racing  | Report |
| 2      | R2     | Portugal       | Autódromo Internacional do Algarve | 28 de Março     | Cal Crutchlow | Carlos Checa      | Max Biaggi      | Aprilia Alitalia Racing  | Report |
| 3      | R1     | Espanha        | Circuit Ricardo Tormo              | 11 de Abril     | Cal Crutchlow | Carlos Checa      | Leon Haslam     | Team Suzuki Alstare      | Report |
| 3      | R2     | Espanha        | Circuit Ricardo Tormo              | 11 de Abril     | Cal Crutchlow | Max Biaggi        | Noriyuki Haga   | Ducati Xerox Team        | Report |
| 4      | R1     | Países Baixos  | TT Circuit Assen                   | 25 de Abril     | Jonathan Rea  | Carlos Checa      | Jonathan Rea    | HANNspree Ten Kate Honda | Report |
| 4      | R2     | Países Baixos  | TT Circuit Assen                   | 25 de Abril     | Jonathan Rea  | Jonathan Rea      | Jonathan Rea    | HANNspree Ten Kate Honda | Report |
| 5      | R1     | Itália         | Autodromo Nazionale di Monza       | 9 de Maio       | Max Biaggi    | Jonathan Rea      | Max Biaggi      | Aprilia Alitalia Racing  | Report |
| 5      | R2     | Itália         | Autodromo Nazionale di Monza       | 9 de Maio       | Max Biaggi    | Cal Crutchlow     | Max Biaggi      | Aprilia Alitalia Racing  | Report |
| 6      | R1     | África do Sul  | Kyalami                            | 16 de Maio      | Cal Crutchlow | Michel Fabrizio   | Michel Fabrizio | Ducati Xerox Team        | Report |
| 6      | R2     | África do Sul  | Kyalami                            | 16 de Maio      | Cal Crutchlow | Jonathan Rea      | Leon Haslam     | Team Suzuki Alstare      | Report |
| 7      | R1     | Estados Unidos | Miller Motorsports Park            | 31 de Maio      | Carlos Checa  | Carlos Checa      | Max Biaggi      | Aprilia Alitalia Racing  | Report |
| 7      | R2     | Estados Unidos | Miller Motorsports Park            | 31 de Maio      | Carlos Checa  | Carlos Checa      | Max Biaggi      | Aprilia Alitalia Racing  | Report |
| 8      | R1     | San Marino     | Misano World Circuit               | 27 de Junho     | Troy Corser   | Carlos Checa      | Max Biaggi      | Aprilia Alitalia Racing  | Report |
| 8      | R2     | San Marino     | Misano World Circuit               | 27 de Junho     | Troy Corser   | Cal Crutchlow     | Max Biaggi      | Aprilia Alitalia Racing  | Report |
| 9      | R1     | Chéquia        | Masaryk Circuit                    | 11 de Julho     | Cal Crutchlow | Cal Crutchlow     | Jonathan Rea    | HANNspree Ten Kate Honda | Report |
| 9      | R2     | Chéquia        | Masaryk Circuit                    | 11 de Julho     | Cal Crutchlow | Cal Crutchlow     | Max Biaggi      | Aprilia Alitalia Racing  | Report |
| 10     | R1     | Great Britain  | Silverstone Circuit                | 1° de Agosto    | Cal Crutchlow | Cal Crutchlow     | Cal Crutchlow   | Yamaha Sterilgarda Team  | Report |
| 10     | R2     | Great Britain  | Silverstone Circuit                | 1° de Agosto    | Cal Crutchlow | Cal Crutchlow     | Cal Crutchlow   | Yamaha Sterilgarda Team  | Report |
| 11     | R1     | Alemanha       | Nürburgring                        | 5 de Setembro   | Max Biaggi    | Jonathan Rea      | Jonathan Rea    | HANNspree Ten Kate Honda | Report |
| 11     | R2     | Alemanha       | Nürburgring                        | 5 de Setembro   | Max Biaggi    | Jonathan Rea      | Noriyuki Haga   | Ducati Xerox Team        | Report |
| 12     | R1     | Itália         | Autodromo Enzo e Dino Ferrari      | 26 de Setembro  | Tom Sykes     | Leon Haslam       | Carlos Checa    | Althea Racing            | Report |
| 12     | R2     | Itália         | Autodromo Enzo e Dino Ferrari      | 26 de Setembro  | Tom Sykes     | Carlos Checa      | Carlos Checa    | Althea Racing            | Report |
| 13     | R1     | França         | Circuit de Nevers Magny-Cours      | 3 de Outubro    | Cal Crutchlow | Cal Crutchlow     | Cal Crutchlow   | Yamaha Sterilgarda Team  | Report |
| 13     | R2     | França         | Circuit de Nevers Magny-Cours      | 3 de Outubro    | Cal Crutchlow | Cal Crutchlow     | Max Biaggi      | Aprilia Alitalia Racing  | Report |

## Pilotos e equipes
| Lista de inscritos                      | Lista de inscritos | Lista de inscritos | Lista de inscritos | Lista de inscritos | Lista de inscritos |
| Equipe                                  | Construtor         | Moto               | No                 | Piloto             | Etapas             |
| --------------------------------------- | ------------------ | ------------------ | ------------------ | ------------------ | ------------------ |
| Aprilia Alitalia Racing                 | Aprilia            | Aprilia RSV4 1000  | 2                  | Leon Camier        | 1–11               |
| Aprilia Alitalia Racing                 | Aprilia            | Aprilia RSV4 1000  | 3                  | Max Biaggi         | Todos              |
| Kawasaki Racing Team                    | Kawasaki           | Kawasaki ZX-10R    | 5                  | Ian Lowry          | 11–13              |
| Kawasaki Racing Team                    | Kawasaki           | Kawasaki ZX-10R    | 17                 | Simon Andrews      | 3                  |
| Kawasaki Racing Team                    | Kawasaki           | Kawasaki ZX-10R    | 66                 | Tom Sykes          | Todos              |
| Kawasaki Racing Team                    | Kawasaki           | Kawasaki ZX-10R    | 77                 | Chris Vermeulen    | 1–2, 4–9           |
| Kawasaki Racing Team                    | Kawasaki           | Kawasaki ZX-10R    | 87                 | Akira Yanagawa     | 10                 |
| Althea Racing                           | Ducati             | Ducati 1098R       | 7                  | Carlos Checa       | Todos              |
| Althea Racing                           | Ducati             | Ducati 1098R       | 67                 | Shane Byrne        | Todos              |
| HM Plant Honda                          | Honda              | Honda CBR1000RR    | 8                  | Ryuichi Kiyonari   | 10                 |
| HM Plant Honda                          | Honda              | Honda CBR1000RR    | 25                 | Josh Brookes       | 10                 |
| BMW Motorrad Motorsport                 | BMW                | BMW S1000RR        | 11                 | Troy Corser        | Todos              |
| BMW Motorrad Motorsport                 | BMW                | BMW S1000RR        | 111                | Rubén Xaus         | Todos              |
| Team Pedercini                          | Kawasaki           | Kawasaki ZX-10R    | 15                 | Matteo Baiocco     | Todos              |
| Team Pedercini                          | Kawasaki           | Kawasaki ZX-10R    | 95                 | Roger Lee Hayden   | Todos              |
| Echo CRS Honda                          | Honda              | Honda CBR1000RR    | 23                 | Broc Parkes        | 4–10               |
| Echo CRS Honda                          | Honda              | Honda CBR1000RR    | 25                 | Josh Brookes       | 1                  |
| Echo CRS Honda                          | Honda              | Honda CBR1000RR    | 32                 | Sheridan Morais    | 2–3                |
| Echo CRS Honda                          | Honda              | Honda CBR1000RR    | 33                 | Fabrizio Lai       | 11–13              |
| Squadra Corse Italia Honda Garvie Image | Honda              | Honda CBR1000RR    | 31                 | Vittorio Iannuzzo  | 1–3, 5             |
| EmTek Racing                            | Aprilia            | Aprilia RSV4 1000  | 32                 | Sheridan Morais    | 6                  |
| Yamaha Sterilgarda Team                 | Yamaha             | Yamaha YZF-R1      | 35                 | Cal Crutchlow      | Todos              |
| Yamaha Sterilgarda Team                 | Yamaha             | Yamaha YZF-R1      | 52                 | James Toseland     | Todos              |
| Ducati Xerox Team                       | Ducati             | Ducati 1098R       | 41                 | Noriyuki Haga      | Todos              |
| Ducati Xerox Team                       | Ducati             | Ducati 1098R       | 84                 | Michel Fabrizio    | Todos              |
| Tyco Racing Honda                       | Honda              | Honda CBR1000RR    | 46                 | Tommy Bridewell    | 10                 |
| Team Reitwagen BMW                      | BMW                | BMW S1000RR        | 49                 | Makoto Tamada      | 2                  |
| Team Reitwagen BMW                      | BMW                | BMW S1000RR        | 88                 | Andrew Pitt        | 1–3                |
| Team Reitwagen BMW                      | BMW                | BMW S1000RR        | 123                | Roland Resch       | 1, 3               |
| Team Suzuki Alstare                     | Suzuki             | Suzuki GSX-R1000   | 50                 | Sylvain Guintoli   | Todos              |
| Team Suzuki Alstare                     | Suzuki             | Suzuki GSX-R1000   | 91                 | Leon Haslam        | Todos              |
| DFX Corse                               | Ducati             | Ducati 1098R       | 57                 | Lorenzo Lanzi      | 1–5, 8–13          |
| HANNspree Ten Kate Honda                | Honda              | Honda CBR1000RR    | 65                 | Jonathan Rea       | Todos              |
| HANNspree Ten Kate Honda                | Honda              | Honda CBR1000RR    | 76                 | Max Neukirchner    | Todos              |
| Yoshimura Suzuki                        | Suzuki             | Suzuki GSX-R1000   | 71                 | Daisaku Sakai      | 5                  |
| Gabrielli Racing                        | Aprilia            | Aprilia RSV4 1000  | 90                 | Federico Sandi     | 8, 12              |
| Team PATA B&G Racing                    | Ducati             | Ducati 1098R       | 96                 | Jakub Smrž         | 1–8                |
| Team PATA B&G Racing                    | Aprilia            | Aprilia RSV4 1000  | 96                 | Jakub Smrž         | 9–13               |
| Supersonic Racing Team                  | Ducati             | Ducati 1098R       | 99                 | Luca Scassa        | 2–13               |

| Legenda             |
| ------------------- |
| Piloto da Temporada |
| Piloto Convidado    |
| Piloto Substituto   |

## Classificação do campeonato

### Classificação de pilotos
| Pos. | Piloto            | Moto     | PHI | PHI | POR | POR | SPA | SPA | ASS | ASS | MNZ | MNZ | RSA | RSA | EUA | EUA | SMR | SMR | CZE | CZE | GBR | GBR | GER | GER | IMO | IMO | FRA | FRA | Pts |
| Pos. | Piloto            | Moto     | R1  | R2  | R1  | R2  | R1  | R2  | R1  | R2  | R1  | R2  | R1  | R2  | R1  | R2  | R1  | R2  | R1  | R2  | R1  | R2  | R1  | R2  | R1  | R2  | R1  | R2  | Pts |
| ---- | ----------------- | -------- | --- | --- | --- | --- | --- | --- | --- | --- | --- | --- | --- | --- | --- | --- | --- | --- | --- | --- | --- | --- | --- | --- | --- | --- | --- | --- | --- |
| 1    | Max Biaggi        | Aprilia  | 5   | 8   | 1   | 1   | 2   | 3   | 6   | 4   | 1   | 1   | 4   | 3   | 1   | 1   | 1   | 1   | 2   | 1   | 5   | 6   | 4   | 5   | 11  | 5   | 4   | 1   | 451 |
| 2    | Leon Haslam       | Suzuki   | 1   | 2   | 2   | 2   | 1   | 4   | 11  | 2   | 4   | 2   | 3   | 1   | 2   | Ret | 8   | 2   | 8   | 10  | 3   | 4   | 6   | 3   | 5   | Ret | 2   | 10  | 376 |
| 3    | Carlos Checa      | Ducati   | 7   | 1   | 4   | 4   | Ret | 2   | 4   | 6   | 14  | 11  | 2   | 5   | Ret | Ret | 2   | 5   | 9   | 6   | 7   | 10  | 2   | Ret | 1   | 1   | 3   | 9   | 297 |
| 4    | Jonathan Rea      | Honda    | 4   | 6   | 3   | Ret | 6   | 5   | 1   | 1   | Ret | Ret | 5   | 2   | 14  | 8   | 13  | 12  | 1   | 2   | 2   | 2   | 1   | 2   | DNS | DNS | 12  | DNS | 292 |
| 5    | Cal Crutchlow     | Yamaha   | Ret | 9   | 14  | 3   | 7   | 9   | 8   | Ret | 3   | Ret | 8   | 4   | 11  | 3   | Ret | 4   | 3   | 14  | 1   | 1   | 3   | 4   | 10  | 3   | 1   | 2   | 284 |
| 6    | Noriyuki Haga     | Ducati   | 3   | 5   | 8   | 8   | 5   | 1   | 10  | Ret | 11  | 6   | 17  | 10  | 3   | 4   | 7   | 9   | 6   | 5   | 14  | 13  | Ret | 1   | 3   | 2   | 7   | 5   | 258 |
| 7    | Sylvain Guintoli  | Suzuki   | 6   | 4   | 13  | 9   | 9   | 6   | 14  | 13  | 10  | 7   | 10  | 15  | 8   | 6   | 5   | 6   | 4   | 7   | 12  | 7   | 8   | 6   | 9   | 8   | DSQ | 4   | 197 |
| 8    | Michel Fabrizio   | Ducati   | 2   | 3   | 11  | 11  | Ret | Ret | 13  | 12  | 7   | Ret | 1   | 8   | Ret | 9   | 4   | 3   | Ret | 3   | 4   | Ret | Ret | 19  | 7   | Ret | 6   | 3   | 195 |
| 9    | James Toseland    | Yamaha   | Ret | 10  | 7   | 6   | 3   | 7   | 2   | 3   | 2   | Ret | 7   | 6   | 9   | Ret | 10  | Ret | 7   | 4   | 8   | 5   | Ret | 8   | Ret | Ret | Ret | Ret | 187 |
| 10   | Shane Byrne       | Ducati   | 14  | 12  | 6   | 7   | Ret | 8   | 9   | 8   | 13  | 9   | 15  | 13  | 6   | 7   | 9   | 7   | 12  | 9   | 9   | 8   | 9   | 10  | 8   | 6   | 9   | 8   | 169 |
| 11   | Troy Corser       | BMW      | 9   | 7   | 9   | 10  | 4   | 12  | 5   | 5   | 8   | 3   | 12  | 7   | 5   | 5   | 3   | 10  | DNS | DNS | 10  | Ret | Ret | 12  | 15  | 11  | Ret | Ret | 165 |
| 12   | Leon Camier       | Aprilia  | 11  | 11  | 5   | 5   | Ret | Ret | 3   | Ret | 5   | 4   | 6   | Ret | 4   | 2   | 6   | 11  | Ret | 8   | 6   | 3   | DNS | DNS |     |     |     |     | 164 |
| 13   | Jakub Smrž        | Ducati   | 8   | Ret | Ret | Ret | 10  | 10  | 7   | 7   | 15  | 8   | 9   | 9   | Ret | Ret | Ret | Ret |     |     |     |     |     |     |     |     |     |     | 110 |
| 13   | Jakub Smrž        | Aprilia  |     |     |     |     |     |     |     |     |     |     |     |     |     |     |     |     | Ret | Ret | 13  | 9   | Ret | 11  | 4   | Ret | 5   | 6   | 110 |
| 14   | Tom Sykes         | Kawasaki | 13  | Ret | 15  | 13  | 11  | 15  | 12  | Ret | 9   | 5   | 16  | 14  | 13  | 14  | 15  | 16  | 11  | Ret | 18  | 14  | 5   | 7   | 6   | 4   | 7   | 11  | 106 |
| 15   | Rubén Xaus        | BMW      | DNS | DNS | 10  | 12  | 12  | 11  | Ret | 10  | 6   | Ret | 14  | 11  | 10  | 11  | Ret | Ret | 5   | Ret | 17  | 11  | 7   | 9   | 12  | 9   | Ret | DNS | 96  |
| 16   | Lorenzo Lanzi     | Ducati   | 10  | 13  | 12  | 14  | 8   | 13  | 16  | Ret | 17  | Ret |     |     |     |     | 12  | 13  | 10  | 11  | 15  | 15  | 11  | 13  | 2   | 7   | 11  | Ret | 88  |
| 17   | Luca Scassa       | Ducati   |     |     | 20  | 16  | 14  | 14  | 15  | 11  | 16  | 10  | 11  | 12  | 7   | 10  | 11  | 8   | Ret | DNS | DNS | DNS | 10  | 14  | 13  | 10  | 10  | 7   | 85  |
| 18   | Max Neukirchner   | Honda    | 12  | 16  | Ret | 15  | 13  | 17  | 20  | 9   | 12  | 12  | 19  | 17  | 12  | 12  | 14  | 14  | Ret | Ret | 11  | Ret | Ret | 15  | 14  | 12  | 13  | 12  | 54  |
| 19   | Roger Lee Hayden  | Kawasaki | 18  | 18  | 18  | 17  | 16  | 19  | 19  | 16  | 19  | 14  | Ret | 19  | 16  | Ret | 17  | 18  | 14  | 13  | Ret | 17  | 13  | 16  | Ret | Ret | Ret | Ret | 10  |
| 20   | Chris Vermeulen   | Kawasaki | Ret | Ret | DNS | DNS |     |     | 17  | 14  | 18  | 13  | 18  | 16  | 15  | 13  | 16  | 15  | Ret | Ret |     |     |     |     |     |     |     |     | 10  |
| 21   | Ian Lowry         | Kawasaki |     |     |     |     |     |     |     |     |     |     |     |     |     |     |     |     |     |     |     |     | 12  | Ret | 17  | 16  | 14  | 13  | 9   |
| 22   | Broc Parkes       | Honda    |     |     |     |     |     |     | Ret | 17  | 20  | 15  | Ret | 18  | 17  | 15  | DSQ | 17  | 13  | 12  | Ret | Ret |     |     |     |     |     |     | 9   |
| 23   | Matteo Baiocco    | Kawasaki | 17  | Ret | 19  | 18  | 17  | 20  | 18  | 15  | DSQ | Ret | Ret | 20  | 18  | Ret | 19  | 19  | 15  | 15  | Ret | 20  | 14  | 17  | 18  | 15  | 15  | 14  | 9   |
| 24   | Josh Brookes      | Honda    | 19  | 14  |     |     |     |     |     |     |     |     |     |     |     |     |     |     |     |     | 16  | 12  |     |     |     |     |     |     | 6   |
| 25   | Federico Sandi    | Aprilia  |     |     |     |     |     |     |     |     |     |     |     |     |     |     | 18  | 20  |     |     |     |     |     |     | 16  | 13  |     |     | 3   |
| 26   | Sheridan Morais   | Honda    |     |     | 17  | Ret | DNS | DNS |     |     |     |     | 13  | Ret |     |     |     |     |     |     |     |     |     |     |     |     |     |     | 3   |
| 27   | Andrew Pitt       | BMW      | 15  | 15  | Ret | 20  | 15  | 16  |     |     |     |     |     |     |     |     |     |     |     |     |     |     |     |     |     |     |     |     | 3   |
| 28   | Fabrizio Lai      | Honda    |     |     |     |     |     |     |     |     |     |     |     |     |     |     |     |     |     |     |     |     | Ret | 18  | 19  | 14  | 16  | Ret | 2   |
| 29   | Vittorio Iannuzzo | Honda    | 16  | 17  | 16  | Ret | Ret | Ret |     |     | Ret | Ret |     |     |     |     |     |     |     |     |     |     |     |     |     |     |     |     | 0   |
| 30   | Ryuichi Kiyonari  | Honda    |     |     |     |     |     |     |     |     |     |     |     |     |     |     |     |     |     |     | 21  | 16  |     |     |     |     |     |     | 0   |
| 31   | Tommy Bridewell   | Honda    |     |     |     |     |     |     |     |     |     |     |     |     |     |     |     |     |     |     | 20  | 18  |     |     |     |     |     |     | 0   |
| 32   | Roland Resch      | BMW      | DNS | DNS |     |     | Ret | 18  |     |     |     |     |     |     |     |     |     |     |     |     |     |     |     |     |     |     |     |     | 0   |
| 33   | Simon Andrews     | Kawasaki |     |     |     |     | 18  | Ret |     |     |     |     |     |     |     |     |     |     |     |     |     |     |     |     |     |     |     |     | 0   |
| 34   | Akira Yanagawa    | Kawasaki |     |     |     |     |     |     |     |     |     |     |     |     |     |     |     |     |     |     | 19  | 19  |     |     |     |     |     |     | 0   |
| 35   | Makoto Tamada     | BMW      |     |     | Ret | 19  |     |     |     |     |     |     |     |     |     |     |     |     |     |     |     |     |     |     |     |     |     |     | 0   |
| 36   | Daisaku Sakai     | Suzuki   |     |     |     |     |     |     |     |     | Ret | DNS |     |     |     |     |     |     |     |     |     |     |     |     |     |     |     |     | 0   |
| Pos. | Piloto            | Moto     | PHI | PHI | POR | POR | SPA | SPA | ASS | ASS | MNZ | MNZ | RSA | RSA | EUA | EUA | SMR | SMR | CZE | CZE | GBR | GBR | GER | GER | IMO | IMO | FRA | FRA | Pts |

| Cor      | Resultado            |
| -------- | -------------------- |
| Ouro     | Vencedor             |
| Prata    | 2º lugar             |
| Bronze   | 3º lugar             |
| Verde    | Terminou, nos pontos |
| Azul     | Terminou, sem pontos |
| Púrpura  | Retirou-se (Ret)     |
| Vermelho | Não qualificado (NQ) |
| Preto    | Desqualificado (DSQ) |
| Branco   | Não largou (NL)      |
| Sem cor  | Não participou (NP)  |
| Sem cor  | Lesionado (Les)      |
| Sem cor  | Excluído (EX)        |

### Classificação de construtores
| Pos. | Construtor | PHI | PHI | POR | POR | SPA | SPA | ASS | ASS | MNZ | MNZ | RSA | RSA | EUA | EUA | SMR | SMR | CZE | CZE | GBR | GBR | GER | GER | IMO | IMO | FRA | FRA | Pts |
| Pos. | Construtor | R1  | R2  | R1  | R2  | R1  | R2  | R1  | R2  | R1  | R2  | R1  | R2  | R1  | R2  | R1  | R2  | R1  | R2  | R1  | R2  | R1  | R2  | R1  | R2  | R1  | R2  | Pts |
| ---- | ---------- | --- | --- | --- | --- | --- | --- | --- | --- | --- | --- | --- | --- | --- | --- | --- | --- | --- | --- | --- | --- | --- | --- | --- | --- | --- | --- | --- |
| 1    | Aprilia    | 5   | 8   | 1   | 1   | 2   | 3   | 3   | 4   | 1   | 1   | 4   | 3   | 1   | 1   | 1   | 1   | 2   | 1   | 5   | 3   | 4   | 5   | 4   | 5   | 4   | 1   | 471 |
| 2    | Ducati     | 2   | 1   | 4   | 4   | 5   | 1   | 4   | 6   | 7   | 6   | 1   | 5   | 3   | 4   | 2   | 3   | 6   | 3   | 4   | 8   | 2   | 1   | 1   | 1   | 3   | 3   | 424 |
| 3    | Suzuki     | 1   | 2   | 2   | 2   | 1   | 4   | 11  | 2   | 4   | 2   | 3   | 1   | 2   | 6   | 5   | 2   | 4   | 7   | 3   | 4   | 6   | 3   | 5   | 8   | 2   | 4   | 412 |
| 4    | Yamaha     | Ret | 9   | 7   | 3   | 3   | 7   | 2   | 3   | 2   | Ret | 7   | 4   | 9   | 3   | 10  | 4   | 3   | 4   | 1   | 1   | 3   | 4   | 10  | 3   | 1   | 2   | 352 |
| 5    | Honda      | 4   | 6   | 3   | 15  | 6   | 5   | 1   | 1   | 12  | 12  | 5   | 2   | 12  | 8   | 13  | 12  | 1   | 2   | 2   | 2   | 1   | 2   | 14  | 12  | 12  | 12  | 313 |
| 6    | BMW        | 9   | 7   | 9   | 10  | 4   | 11  | 5   | 5   | 6   | 3   | 12  | 7   | 5   | 5   | 3   | 10  | 5   | Ret | 10  | 11  | 7   | 9   | 12  | 9   | Ret | Ret | 201 |
| 7    | Kawasaki   | 13  | Ret | 15  | 13  | 11  | 15  | 12  | 15  | 9   | 5   | 16  | 14  | 13  | 13  | 15  | 15  | 11  | 13  | 18  | 14  | 5   | 7   | 6   | 4   | 8   | 11  | 113 |
| Pos. | Construtor | PHI | PHI | POR | POR | SPA | SPA | ASS | ASS | MNZ | MNZ | RSA | RSA | EUA | EUA | SMR | SMR | CZE | CZE | GBR | GBR | GER | GER | IMO | IMO | FRA | FRA | Pts |

## Exibição no Brasil
| Transmissão | Transmissão                 |
| ----------- | --------------------------- |
| RedeTV!     | Narração: Luiz Alfredo      |
| RedeTV!     | Narração: Fernando Fontana  |
| RedeTV!     | Comentários: César Barros   |
| RedeTV!     | Comentários: Tiago Mendonça |